# Fiat 60 HP
Fiat 60 HP — легковой автомобиль, выпускавшийся компанией Fiat с 1904 по 1909 год.
Модель была представлена в 1904 году, для удовлетворения зарубежного спроса на дорогие автомобили. Автомобиль экспортировался в разные страны, включая США.
Американские кузовные ателье, Куимби (Quimby) и Демарест (Demarest) проявили большой интерес к автомобилю. Для их большей свободы, автомобиль выпускался в двух размерах — с обычной и удлинённой колёсной базой.
Существовало три серии автомобиля:
- 1-я серия: 4-цилиндровый двигатель, объемом 10597 куб. см., мощностью 60 л.с. Максимальная скорость составляла 80 км/ч[1].
- 2-я серия: шасси было заменено на цельностальное.
- 3-я серия: двигатель заменён на 6-цилиндровый, из двух трёхцилиндровых блоков, объемом 11040 куб. см., мощностью 65 л.с.

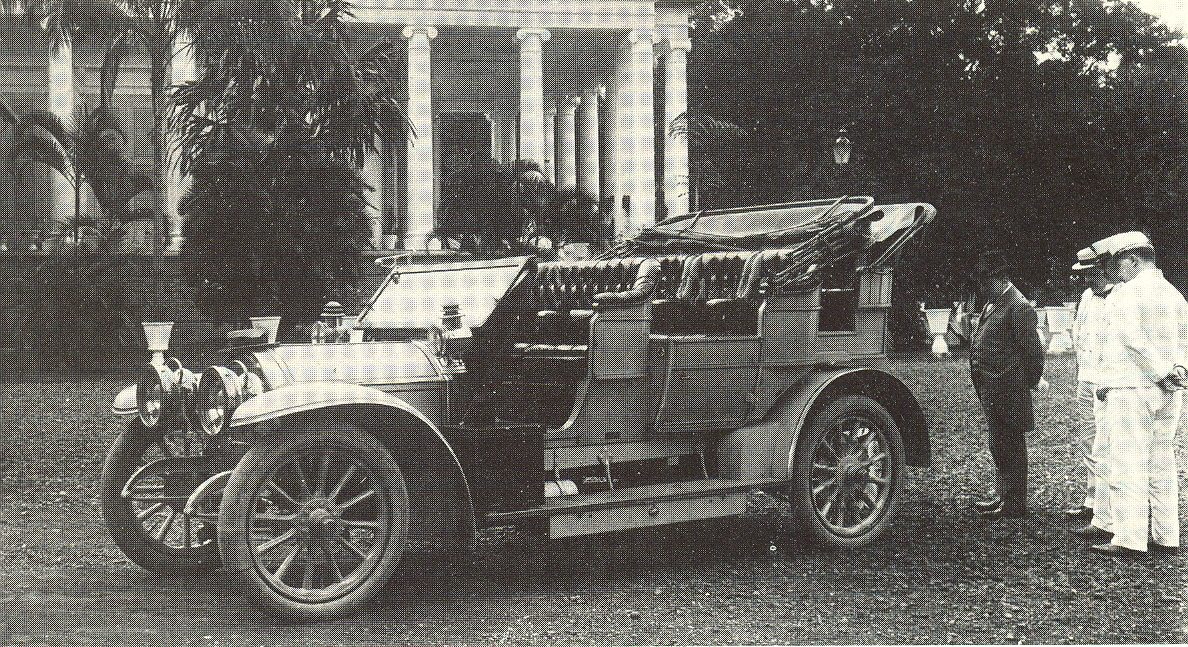
Fiat 60 HP 3rd series 1907

Fiat 60 HP был одним из первых седанов, на котором устанавливалась система зажигания высокого напряжения, а также имел систему автоматического водяного охлаждения тормозных барабанов.
Автомобиль выпускался на заводе Корсо Данте, всего выпущено 86 автомобилей.